# Polypedilum ginzansecundum
Polypedilum ginzansecundum är en tvåvingeart som beskrevs av Sasa och Suzuki 1998. Polypedilum ginzansecundum ingår i släktet Polypedilum och familjen fjädermyggor. Inga underarter finns listade i Catalogue of Life.